# Hinton Charterhouse
Hinton Charterhouse är en ort och civil parish i Storbritannien.   Den ligger i kommunen Bath and North East Somerset och riksdelen England, i den södra delen av landet, 150 km väster om huvudstaden London.